# Pseudocrossidium excavatum
Pseudocrossidium excavatum är en bladmossart som beskrevs av Robert Statham Williams 1915. Pseudocrossidium excavatum ingår i släktet rullmossor, och familjen Pottiaceae. Inga underarter finns listade i Catalogue of Life.